# Rallye de Suède 1987
Le Rallye de Suède 1987 (37th International Swedish Rally), disputé du 13 au 14 février 1987, est la cent-soixante-deuxième manche du championnat du monde des rallyes (WRC) courue depuis 1973, et la deuxième manche du championnat du monde des rallyes 1987.

## Classement général
| Pos | No | Pilote           | Copilote       | Voiture             | Temps           | Écart        | Groupe |
| --- | -- | ---------------- | -------------- | ------------------- | --------------- | ------------ | ------ |
| 1   | 3  | Timo Salonen     | Seppo Harjanne | Mazda 323 4WD       | 4 h 11 min 00 s |              | A      |
| 2   | 8  | Mikael Ericsson  | Claes Billstam | Lancia Delta HF 4WD | 4 h 11 min 23 s | + 23 s       | A      |
| 3   | 1  | Juha Kankkunen   | Juha Piironen  | Lancia Delta HF 4WD | 4 h 12 min 46 s | + 1 min 46 s | A      |
| 4   | 9  | Ingvar Carlsson  | Per Carlsson   | Mazda 323 4WD       | 4 h 13 min 01 s | + 2 min 01 s | A      |
| 5   | 4  | Markku Alén      | Ilkka Kivimäki | Lancia Delta HF 4WD | 4 h 14 min 26 s | + 3 min 26 s | A      |
| 6   | 2  | Stig Blomqvist   | Bruno Berglund | Ford Sierra XR4x4   | 4 h 14 min 30 s | + 3 min 30 s | A      |
| 7   | 10 | Per Eklund       | Dave Whittock  | Audi Coupé Quattro  | 4 h 14 min 48 s | + 3 min 48 s | A      |
| 8   | 7  | Kenneth Eriksson | Peter Diekmann | Volkswagen Golf GTI | 4 h 15 min 25 s | + 4 min 25 s | A      |
| 9   | 20 | Bror Danielsson  | Anders Eklin   | Audi Coupé Quattro  | 4 h 17 min 47 s | + 6 min 47 s | A      |
| 10  | 13 | Erik Johansson   | Jan Östensson  | Audi Coupé Quattro  | 4 h 18 min 08 s | + 7 min 08 s | A      |